# Bulharské carství
Bulharské carství  či království (bulharsky Царство България, Carstvo Bălgarija) byl nezávislý stát na Balkáně v letech 1908–1946. Bulharské carství vzniklo v roce 1908 vyhlášením Bulharského carství (království) a zaniklo komunistickým převratem a lidovým referendem (za dohledu Rudé armády) v září 1946. Bývá také označováno jako Třetí bulharská říše.

## Historie

### Vznik
V roce 1908 bulharský kníže Ferdinand vyhlásil ve Velikém Tarnovu nezávislost Bulharska na Osmanské říši, přijal titul cara a vládl jako car Ferdinand I. Mezinárodně bylo Bulharsko také uváděno jako království.

### Balkánské války
Roku 1912 se Bulharsko zapojilo spolu se spojenci Balkánského spolku do první balkánské války s Osmanskou říší. Bulharská armáda dobyla město Drinopol, dnes Edirne v Turecku, a jen o několik hodin prohrálo s Řeckem "závod" o obsazení Soluně. Vzhledem ke sporům se Srbskem o Makedonii (Srbové odmítli vydat tzv. nesporné pásmo) a bezvýsledným mírovým jednáním vydal bulharský car Ferdinand I. v červnu 1913 rozkaz zaútočit na srbské pozice. Druhá balkánská válka dopadla pro Bulhary katastrofálně, Osmanské říší museli odstoupit Drinopol, Rumunsko si vynutilo předání jižní Dobrudže.

### Bulharsko za první světové války

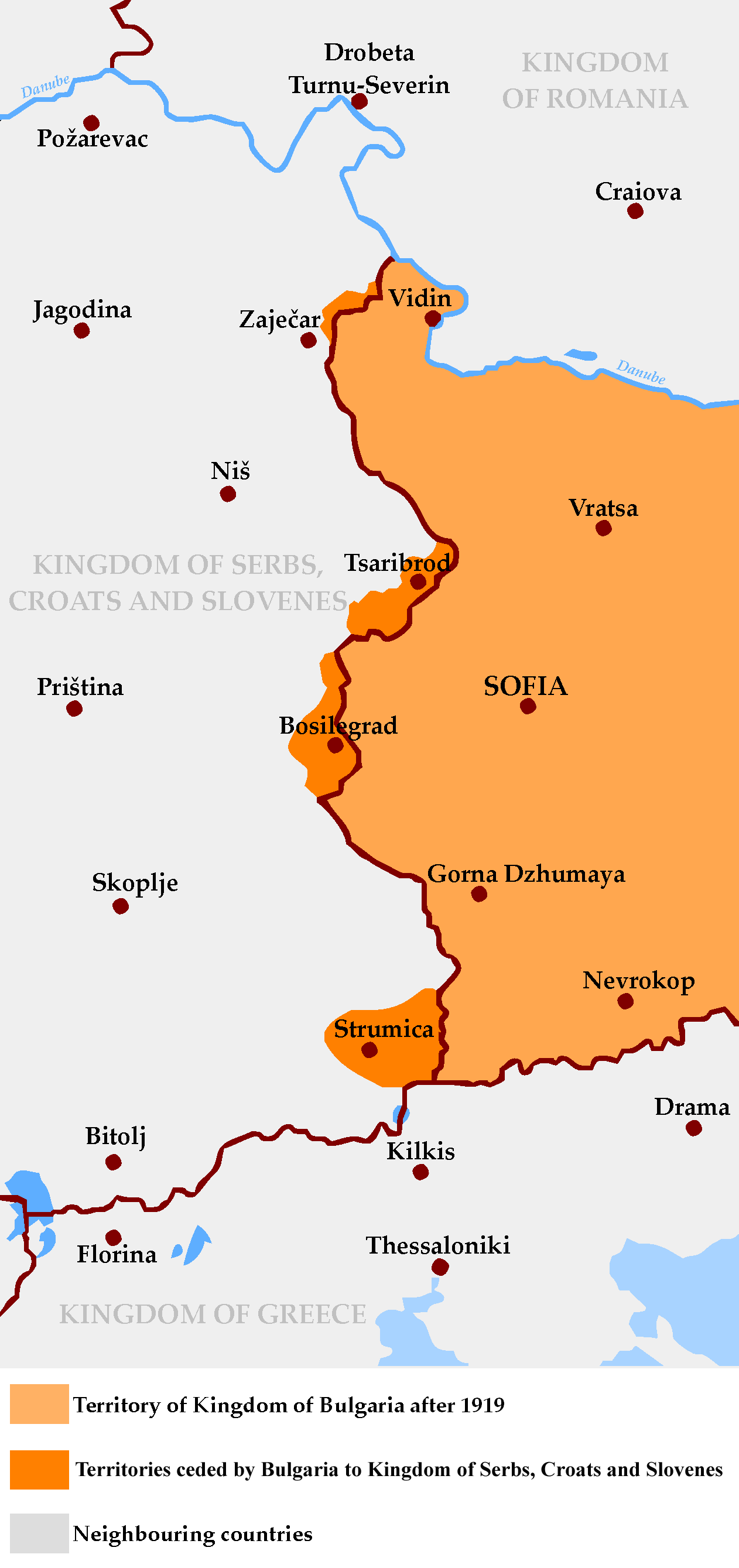
Bulharská západní ztracená území po první světové válce.

Po počáteční neutralitě vstoupilo Bulharsko do první světové války v roce 1915 na straně ústředních mocností a vyhlásilo válku Srbsku. Cílem bylo zvrátit výsledky druhé balkánské války. První světová válka skončila pro Bulharsko druhou národní katastrofou. Přestože mu byl smluvně garantován přístup k Egejskému moři, po řecko-turecké válce o něj v důsledku přesídlování maloasijských Řeků přišlo.

### Bulharsko v meziválečné době
Dne 3. října 1918, ve chvíli nejtěžších politických, ekonomických a náboženských krizí, nastoupil na trůn Boris III. Hned po nástupu do funkce musel svou monarchii bránit proti dvěma republikánským stranám – Agrární straně Aleksandra Stambolijského a komunistické straně.
Stejně jako jeho otec Ferdinand byl i Boris rozvážný a tichý panovník, který nikdy nešel do sporů. Po převratu dne 9. června 1923 následoval chaos a následně rozpad Agrární strany. V září téhož roku ji následovala strana komunistická. Carovo postavení se upevnilo.
Jeho zahraniční politika byla opatrná. Za oblasti nových zemí (jižní Dobrudža), které získal od Rumunska, dostal titul „car osvoboditel". Jeho diplomatické schopnosti se projevily v rokovaní se státy Velké síly na začátku druhé světové války. Ta však nedokončil, protože 28. srpna 1943 zemřel.
V roce 1932 vznikla Nacionálně socialistická strana.

### Bulharsko za druhé světové války
Na začátku druhé světové války vyhlásilo Bulharsko neutralitu, pod tlakem ekonomických okolností ale v roce 1941 vstoupilo do válečného konfliktu na straně nacistického Německa. Válku Sovětskému svazu nicméně Bulharsko nevyhlásilo. Po smrti Borise III. se carem stal jeho tehdy šestiletý syn Simeon jako car Simeon II., ale vládla za něj regentská rada. Už od roku 1944 měla největší moc v Bulharsku komunistická strana. V září 1944 vstoupila na území Bulharska Rudá armáda.[zdroj?] Konce světové války už se Bulharsko zúčastnilo na straně spojenců.

### Zánik monarchie
V roce 1946 bylo referendem zrušeno carství a Bulharsko se stalo republikou. Mladý Simeon II. odcestoval po zrušení monarchie v roce 1946 s rodinou ze země do Egypta. Bulharsko se pak stalo součástí východního bloku.

## Bulharští carové
Dynastie:Sasko-Kobursko-Gothajská
- 1908–1918 Ferdinand I. – Byl donucen k abdikaci.
- 1918–1943 Boris III.
- 1943–1946 Simeon II. – Vládla za něj regentská rada.

Historické mapy
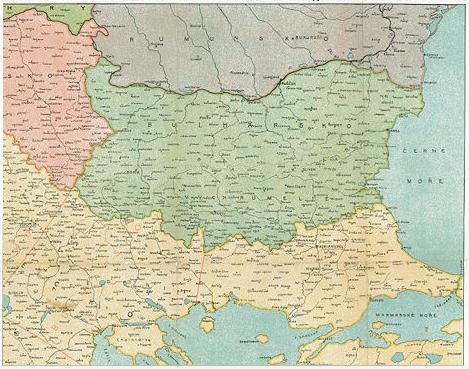
Bulharsko před balkánskými válkami.
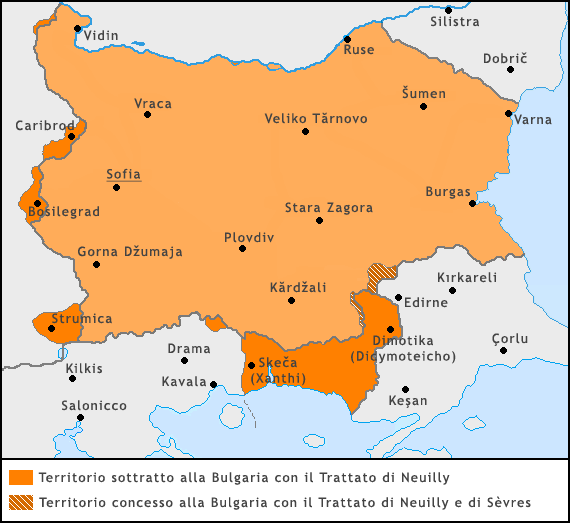
Bulharsko před první světovou válkou.
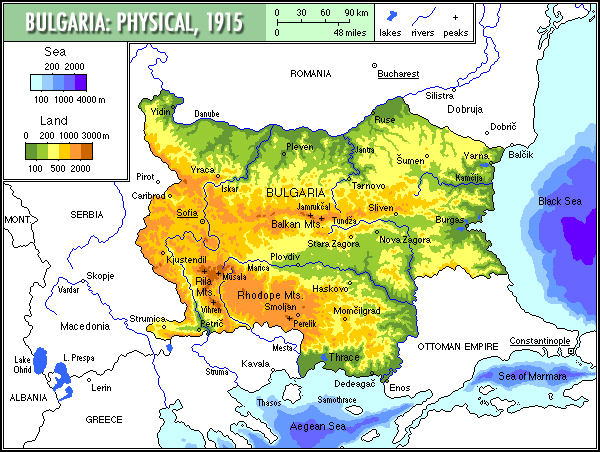
Bulharsko fyzická mapa, 1915.
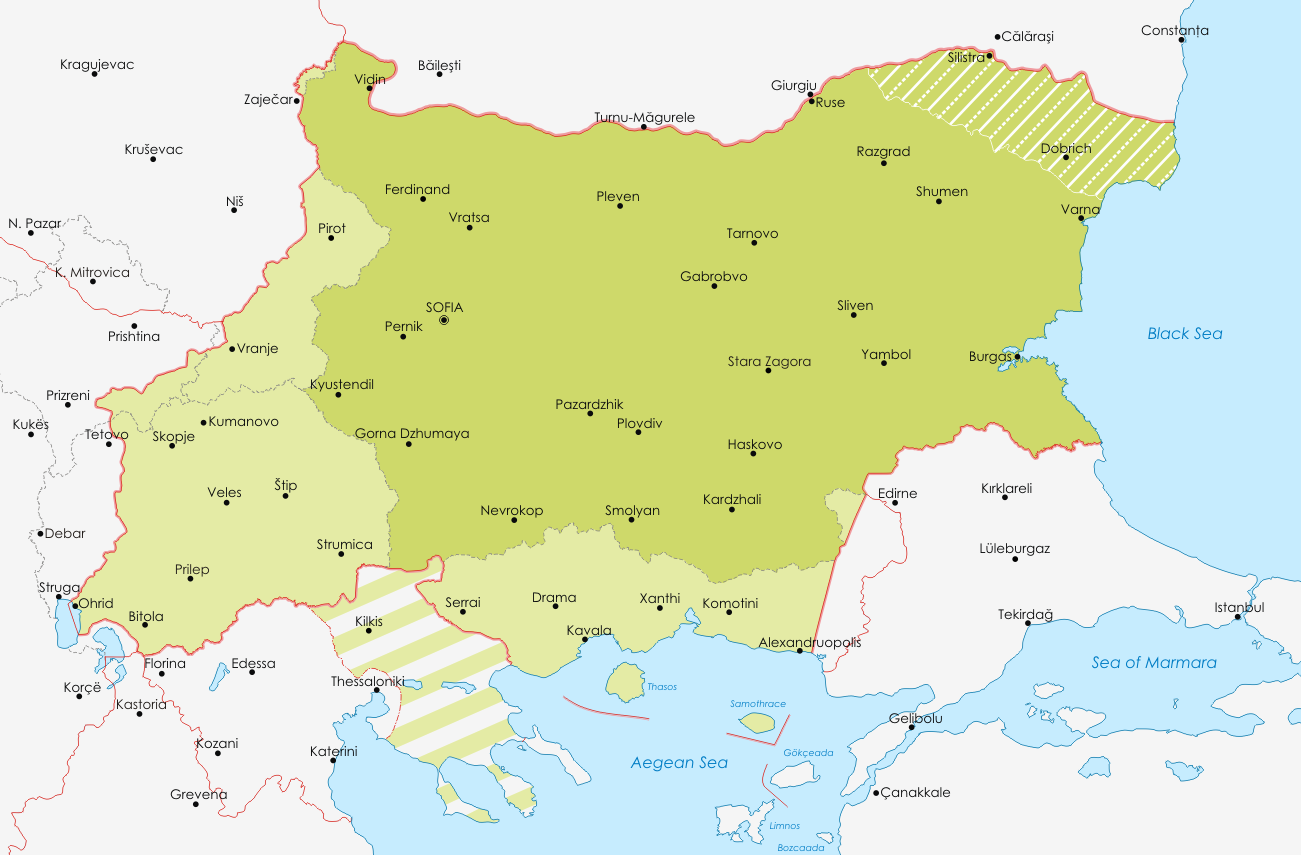
Bulharsko během druhé světové války.